# Nina Dittrich
Nina Dittrich (* 20. November 1990 in Wien) ist eine österreichische Schwimmerin.

## Werdegang
Beide Eltern Dittrichs waren in den 1980er Jahren selbst als Schwimmsportler aktiv. Mutter Ulrike, damals noch unverheiratet Ulrike Bauer, erzielte österreichische Rekorde über 100 und 200 m Brust und nahm an den Weltmeisterschaften 1982 in Guayaquil (Ecuador) und den Europameisterschaften 1983 in Rom (Italien) teil. Vater Kurt Dittrich, ebenfalls mehrfacher Rekordhalter, war im österreichischen Team bei den Olympischen Sommerspielen 1980 in Moskau (Sowjetunion) und ist der Trainer Nina Dittrichs.

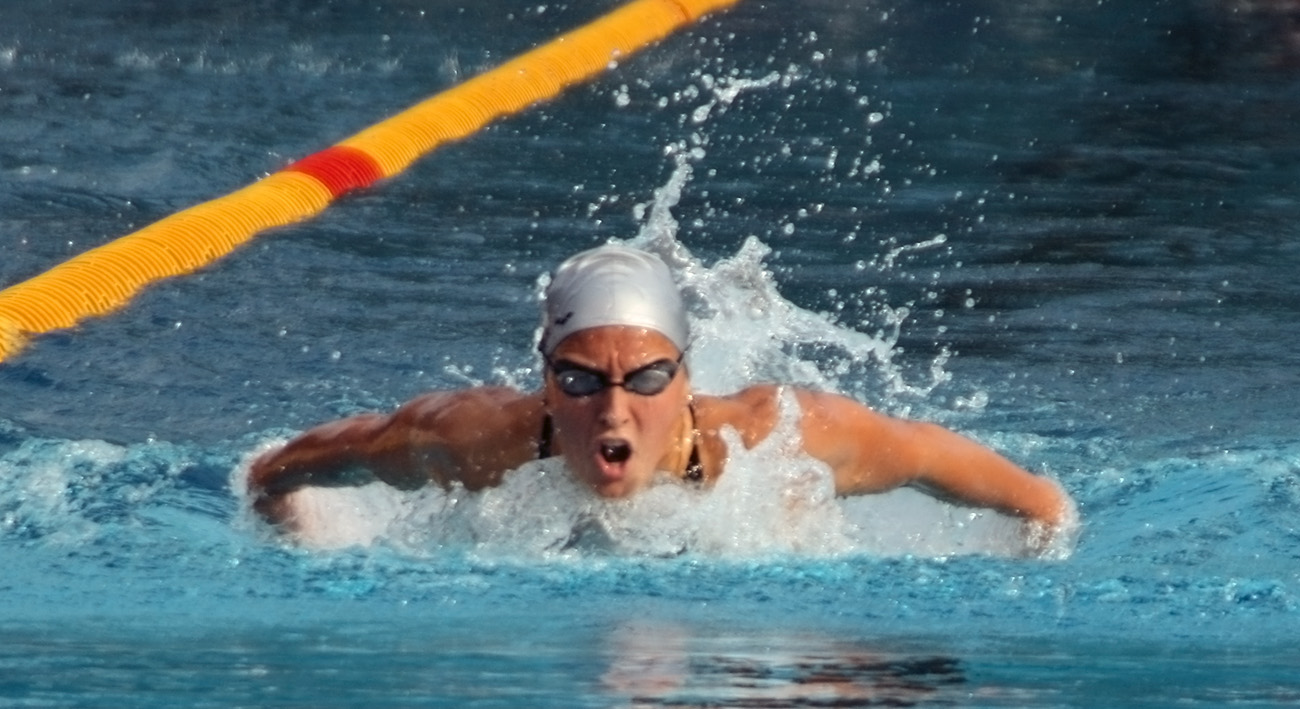
Nina Dittrich (2008)

Dittrich begann ihre sportliche Laufbahn beim SC Austria Wien und feierte erste Erfolge unter anderem bei den Olympischen Jugendtagen 2003 in Paris (Frankreich), wo sie über 200 m Lagen den zweiten Platz belegte. Sie wechselte zum SVS Simmering und erreichte 2005 bei den Jugendeuropameisterschaften in Budapest (Ungarn) den dritten Platz über 200 m Lagen. Wenig später nahm sie in Montreal (Kanada) erstmals an Schwimmweltmeisterschaften teil (22. über 200 m Lagen). Bei den Kurzbahneuropameisterschaften 2005 in Triest (Italien) verpasste sie als 10. über 200 m Schmetterling knapp das Finale. 2006 gewann sie bei den Jugend-Europameisterschaften in Palma (Spanien) Silber über 200 m Lagen und Bronze über 200 m Schmetterling und bei den Jugendweltmeisterschaften in Rio de Janeiro (Brasilien) mit Bronze über 200 m Schmetterling die erste Medaille einer Österreicherin bei Jugendschwimmweltmeisterschaften. Die Schwimmeuropameisterschaften 2006 in Budapest beendete sie als 12. über 200 Meter Schmetterling und 16. über 200 Meter Lagen. Im Jahr darauf belegte sie bei den Kurzbahneuropameisterschaften 2007 in Debrecen (Ungarn) den neunten Platz über 200 Meter Schmetterling. Bei den Schwimmeuropameisterschaften 2008 in Eindhoven (Niederlande) wurde sie Zehnte in dieser Disziplin.
Über 200 m Lagen und 200 m Schmetterling nahm sie an den Olympischen Sommerspielen 2008 in Peking (Volksrepublik China) teil. Danach wechselte sie zum ASV Linz, um dort bei Helge Gödecke zu trainieren. An den Olympischen Sommerspielen 2012 in London nahm sie im Bewerb über 800 m Freistil teil.
Am 28. November 2012 gab sie ihren Rücktritt vom Leistungssport bekannt.

## Rekorde
| Österreichische Rekorde (3) | Österreichische Rekorde (3) | Österreichische Rekorde (3) | Österreichische Rekorde (3)           |
| --------------------------- | --------------------------- | --------------------------- | ------------------------------------- |
| 4 × 100 m Freistil          | 03:56,74 min                | 28. Februar 2009            | Wien                                  |
| 4 × 200 m Freistil          | 08:42,08 min                | 27. Juli 2007               | Wien                                  |
| 200 m Schmetterling         | 2:09,85 min                 | 12. August 2008             | Olympische Sommerspiele 2008 (Peking) |
| (Stand: 7. August 2009)     |                             |                             |                                       |